# Kandyd (imię)
Kandyd – imię męskie pochodzenia łacińskiego, od przymiotnika candidus oznaczającego "biały" lub "niewinny". Imię to nosiło wielu wczesnych świętych Kościoła katolickiego, m.in. Kandyd z Agaunum (zm. ok. 286) oraz św. Kandyd wspominany razem ze św. Cyrionem (zm. ok. 320 roku). Użyte przez Voltaire’a w jego Kandydzie.
Kandyd imieniny obchodzi 9 marca, 11 marca, 22 września i 3 października.